# المطبعة الدرية
المطبعة الدرية أو المطبعة الدرية لطباعة الكتب الطبية أو المطبعة الطبية الدرية بحارة السقايين بمصر المحمية هي مطبعة أنشأها الجراح المصري محمد دري باشا ـ أستاذ الجراحة والتشريح بمدرسة طب قصر العيني ـ في الثلث الأخير من القرن التاسع عشر لطباعة مؤلفاته ومؤلفات غيره. وكان دري باشا قد استحضر معدات الطباعة معه من فرنسا، وكان مقر المطبعة حارة السقايين بعابدين.
وقد ذكرت ذلك مجلة الهلال في عددها الصادر في 8 رجب 1311 هـ (يناير 1894) قائلة:
| المطبعة الدرية | وما يسرنا ذكره أن حضرة الدكتور من الراغبين في خدمة العلم، والمجتهدين في نشره وتنشيطه، ويدلك على ذلك أنه ـ على كثرة شواغله في معاطاة مهنته في الطب والجراحة ـ قد أنشأ مطبعة خصوصية في منزله جاء إليها بسائر معدات المطابع لطبع ما أراد نشره، لا يلتمس على ذلك أجرًا ولا أجرة | المطبعة الدرية |